# Micah Sanders
Micah Sanders és un personatge de ficció de la sèrie televisiva Herois interpretat per Noah Gray-Cabey. Aquest heroi té l'habilitat de controlar els aparells electrònics.

## Biografia de ficcio
Micah és fill de la Niki Sanders i del D.L. Hawkins. És un nen molt intel·ligent i espavilat per a la seva edat. Sovint és l'objecte de les baralles i disputes entre els seus pares, ja que cadascun vol protegir-lo de l'altre. El mafiós Linderman s'hi interessa, però la Niki no vol embolicar el seu fill en els temes d'aquest.
En Micah pot controlar els aparells electrònics, de manera que quan el seu pare necessita diners, per exemple, fa que el caixer automàtic doni bitllets.